# Disciplina
Disciplina (Discipulina) – jedno z pomniejszych bóstw mitologii rzymskiej, personifikacja dyscypliny.
Łacińskie pojęcie dyscypliny obejmowało więcej znaczeń, odnosząc się do wiedzy i wykształcenia, dobrego wyszkolenia i nabycia określonych umiejętności, opanowania i zdecydowania, a także do unormowanego trybu życia. Bogini stanowiła uosobienie tych wartości.

## Kult
Bóstwo cieszyło się szczególną popularnością wśród żołnierzy, zwłaszcza strzegących granic cesarstwa rzymskiego. Jego ołtarze odnaleziono w Wielkiej Brytanii i Afryce Północnej. Poświęcony był mu fort Cilurnum (dzis. Chesters) na Wale Hadriana, o czym miałyby świadczyć odnalezione tam inskrypcje. W strefie Wału odkryto również liczne ołtarze: aż dwa w Corbridge, pojedyncze w Greatchesters, Chester, Castlesteads, Birrens, Bewcastle i Bertha. Wiadomo, że wystawiano je bóstwu oficjalnie i na terenie rzymskiego obozu zwykle umieszczano w budynku kwatery głównej (praetorium), gdzie znajdowało się miejsce kultu. Konkretne wyobrażenia Discipliny nie są znane: na pomnikach podawano w inskrypcjach tylko jej miano, poza tym (np. na medalionach, monetach) przedstawiano ją alegorycznie.  

## Rola w armii
Czciciele Discipliny kierowali się zasadami frugalitas, severitas i fides – gospodarności, surowych wymagań i wierności. Oddany jej żołnierz oszczędzał pieniądze, czas i siły. Był  skoncentrowany i zdecydowany, wierny swej jednostce, armii, oficerom, a także ludowi rzymskiemu (populus Romanus). Gorliwym kontynuatorem starań Trajana w ożywianiu i podnoszeniu dyscypliny wojskowej był Hadrian. Biograf jego podaje, że „pragnąc bardziej pokoju niż wojny, ćwiczył wojsko, tak jakby zagrażała wojna, kształcąc je na przykładach własnej wytrzymałości. (...) Po cezarze Oktawianie on właśnie wzmógł karność (...) określiwszy dokładnie zarówno obowiązki żołnierzy, jak i wydatki. (...) Przykładem swej cnoty żołnierskiej zachęcał innych: w pełnym uzbrojeniu szedł pieszo nawet dwadzieścia tysięcy kroków...” (tj. ok. 30 km). Dbał także o nominacje odpowiednich ludzi na dowódców, „usuwał zewsząd wszelkie przedmioty zbytku, ulepszał wreszcie broń i sprzęt żołnierski”.
Oprócz ćwiczeń wojskowych rzymskiego żołnierza obowiązywały prace "inżynieryjne": umacnianie obozów i granic, budowa i naprawa dróg o znaczeniu strategicznym, wodociągów i akweduktów oraz związanych z nimi mostów, kanałów i grobli, a nawet osuszanie bagien czy eksploatacja kamieniołomów i kopalń. Działalność ta w czasach pokoju broniła wojsko przed bezczynnością, samoizolacją i demoralizacją. Dzieła takie w znacznej mierze przyczyniły się do zagospodarowania imperium, co odczuwalne było zwłaszcza w odległych prowincjach. W rezultacie powstały również tak ogromne założenia fortyfikacyjne, jak naddunajski limes, Wał Hadriana czy Wał Antonina oraz rozległa sieć dróg cesarstwa istniejąca długo jeszcze po jego upadku. Z kolei podczas wojny dyscyplina w armii umożliwiała tak niesłychany wysiłek żołnierza, jak gigantyczne prace inżynieryjne podczas oblężenia Jerozolimy i Masady w trakcie wojny żydowskiej w latach 70–73 n.e.

## Kryzys dyscypliny
Od schyłku okresu Antoninów zachodziły jednak w armii rzymskiej niepokojące zjawiska, które w przyszłości miały doprowadzić do degeneracji rządów i rozkładu państwowości. Poziom dyscypliny stale obniżał się i jako ostatni potrafił zapewnić sobie karność wojska Septymiusz Sewer, który zresztą sam pochodził z jego szeregów. Narastający wszechstronny kryzys cesarstwa w III wieku, kiedy armia coraz częściej decydowała o wyborze kolejnych panujących, nie sprzyjał zachowaniu w niej dyscypliny. Przesadna surowość Aureliana w traktowaniu żołnierzy była tylko pochodną rozluźnienia, jakie w tej epoce zapanowało wśród wojska. Cesarza tego, który według biografa „odznaczał się wielką surowością i ogromną dyscypliną”, „żołnierze tak się bali, że gdy raz z niebywałą surowością ukarał jakieś obozowe wykroczenie, nikt z jego podwładnych nie popełnił już potem żadnego przestępstwa”.  Cytując zaś znamienne przykazania Aureliana o dyscyplinie kierowane do zastępcy, przytacza jego wypowiedź: „Jeśli chcesz zachować życie, powstrzymuj żołnierzy od występków”.
Dlatego to jemu cesarz Walerian miał zlecić nadzór nad obozami armii wraz z zadaniem zaprowadzenia w nich porządku.
Charakterystyczne, że tragiczną ofiarą nawrotów podobnego rozprzężenia padł jeden z jego następców – cesarz Probus, niezwykle ceniony przez armię, lecz przypadkowo zamordowany przez żołnierzy chwilowo zbuntowanych przeciw wykonywaniu jego rozkazów. Dopiero okres tetrarchii z jego istotną zmianą wizerunku władcy (dominat) przyczyniają się znacznie do zahamowania tych zjawisk. Dioklecjan, który całkowicie poświęcił się zadaniu naprawy i ożywienia podupadłego cesarstwa, w zamian żądał jedynie żelaznej dyscypliny.